# Jean Morlet
Jean Morlet (* 13. Januar 1931 in Fontenay-sous-Bois; † 27. April 2007 in Nizza) war ein französischer Geophysiker. Er war ein Pionier der Wavelets. 
Morlet studierte ab 1952 an der École polytechnique und arbeitete dann bei Elf Aquitaine in der Ölprospektion. Mitte der 1970er Jahre stieß er dabei bei der Analyse seismischer Signale mit Gabor-Transformation auf Wavelet-Funktionen, für die er auch der Namensgeber ist (französisch Ondelette für kleine Welle). 1982 publizierte er darüber und 1984 führte er mit dem kroatisch-französischen Physiker Alex Grossmann die Wavelet-Transformation ein (Continuous Wavelet Transform, CWT).
1997 erhielt er den Reginald Fessenden Award der Society of Exploration Geophysicists und 2001 den Prix Chéreau Lavet der Académie des technologies.

## Schriften
- mit G. Arens, E. Fourgeau, D. Giard: Wave propagation and sampling theory, 2 Teile: Teil 1, Complex signal and scattering in multilayered media, Teil 2, Sampling theory and complex waves, Geophysics, Band 47, 1982, S. 203–221, 222–246 (Wavelets)
- mit P. Goupillaud, A. Grossman: Cycle-Octave and Related Transforms in Seismic Signal Analysis, Geoexploration, Band 23, 1984, S. 85–102 (Wavelet Transformation)
- mit P. Goupillard, A. Grossmann: Cycle octave representation for instantaneous frequency spectra, Geophysics, Band 49, 1984, 669
- mit A. Grossmann: Decomposition of Hardy functions into square integrable wavelets of constant shape, SIAM J. Math. Analysis, Band 15, 1984, S. 723–276
- mit A. Grossmann, T. Paul: Transforms associated to square integrable group representations, 2 Teile, J. Math. Phys., Band 26, 1985, S. 2473–2479, Ann. Inst. Henri Poincaré, Band 45, 1986, S. 293–309